# 你逆行而來
《你逆行而來》是一首歌曲，發佈於2020年3月。歌曲由李少卿作曲、周亞軍作詞、濟南軍區文工團的王學華演唱。歌曲致敬COVID-19疫情中在一線的工作人員。
1. ↑  . 新華社. 2020-03-09  [2020-05-05]. （原始内容存档于2020-08-12）.
2. ↑  . 山東廣播電視台齊魯網. 2020-03-12  [2020-05-05]. （原始内容存档于2020-08-12）.